# Lindauopsis
Lindauopsis is een monotypisch geslacht van korstmossen behorend tot de familie Teloschistaceae. Het bevat alleen de soort Lindauopsis caloplacae.